# Werner Klinnert
Werner Klinnert (* 17. Februar 1938 in Saarbrücken; † 2. April 2006 in Hoyerswerda) war ein deutscher Chemiker sowie Politiker (DDR-CDU, ab 1990 CDU) und ehemaliges Mitglied des Sächsischen Landtages. Er war Mitglied der Gesellschaft Deutscher Chemiker.

## Leben
Werner Klinnert besuchte die EOS in Zittau und Großschönau, die er mit dem Abitur abschloss. Danach studierte er ab 1956 Chemie an der Bergakademie Freiberg und machte sein Diplom in Chemie im Jahr 1962. Von 1962 bis 1966 war Klinnert Mitarbeiter der Forschung im Lautawerk. In den Jahren 1966 und 1967 war er Technologe im Synthesewerk Schwarzheide. Zwischen 1967 und 1990 war Klinnert Mitarbeiter der Forschung beziehungsweise Gruppenleiter im Labor im Wissenschaftlich Technischen Institut Spreetal, im Gaskombinat Schwarze Pumpe sowie bei Braunkohlebohrungen und Schachtbau Welzow. Von Juli 1990 bis März 1991 war er Dezernent für die Verwaltung der öffentlichen Einrichtungen an der Stadtverwaltung Hoyerswerda.
Klinnert war evangelischen Glaubens, verheiratet und Vater von vier Kindern.

## Politik
Werner Klinnert trat 1968 der DDR-Blockpartei CDU bei und war von 1972 bis 1992 Mitglied im Kreisvorstand der CDU in Hoyerswerda. Er war Mitglied der Mittelstandsvereinigung der CDU und Vorsitzender des Ortsverbandes Hoyerswerda III der CDU. Darüber hinaus war Klinnert stellvertretender Landesvorsitzender des Evangelischen Arbeitskreises der CDU Sachsen und seit 1990 Mitglied des Kreistages Hoyerswerda. Ab 1994 bis zu seinem Tod war er Mitglied des Stadtrates Hoyerswerda. Außerdem war Werner Klinnert Vorsitzender des Förderkreises des Gymnasiums Johanneum in Hoyerswerda, einer Kleingartensparte und des Diakonischen Werkes Hoyerswerda e. V. sowie Mitglied im Vorstand des Kleingartenverbades Hoyerswerda e. V.
Im Oktober 1990 wurde er über den Wahlkreis 25 (Hoyerswerda I) in den Sächsischen Landtag gewählt, dem er für zwei Wahlperioden angehörte. In der 2. Wahlperiode vertrat er den Wahlkreis 55 (Hoyerswerda). Dort war er in der 1. Wahlperiode im Umweltausschuss, in der 1. und 2. Wahlperiode im Petitionsausschuss sowie in der 2. Wahlperiode im Ausschuss für Umwelt und Landesentwicklung.

## Quelle
- CDU-Urgestein ist tot. In: Lausitzer Rundschau. 4. April 2006, archiviert vom Original am 8. März 2016.